# West Texas Intermediate

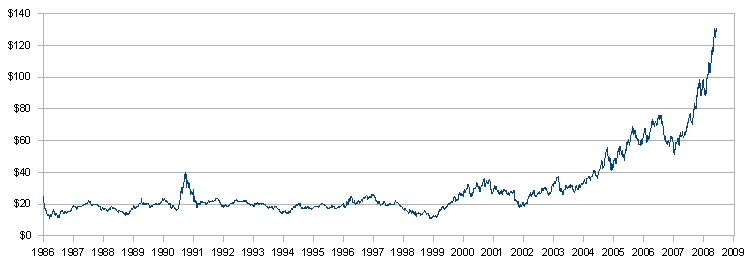
A WTI árának alakulása 1986-2008

A West Texas Intermediate (röviden WTI, egyéb elnevezés: Texas Light Sweet) egy nyersolajfajta, amelyet referenciaként használnak az olajkereskedelemben. A neve utal a származási helyére (Nyugat-Texas), valamint a fajtájára (intermediát, átmeneti bázisú). A New York-i árupiac (NYMEX) egyik alapterméke.
Hordónkénti árát gyakran említik az amerikai és nemzetközi sajtóban az aktuális olajárak jellemzésére (a Brent Crude-dal együtt).

## Jellemzők
Az American Petroleum Institute besorolása alapján a WTI könnyű olajfajtának számít (light crude), vagyis a víznél kisebb a sűrűsége. A kéntartalma alacsony (kb. 0,24%), vagyis „édes” (sweet). Az alacsony kéntartalom miatt nagy arányban állítható elő belőle jó minőségű üzemanyag (benzin, kerozin stb.). Emiatt, és geológia elhelyezkedése miatt – bár kitermelése folyamatosan csökken –, az Egyesült Államok legjelentősebb olajfajtája.

## Kereskedelem

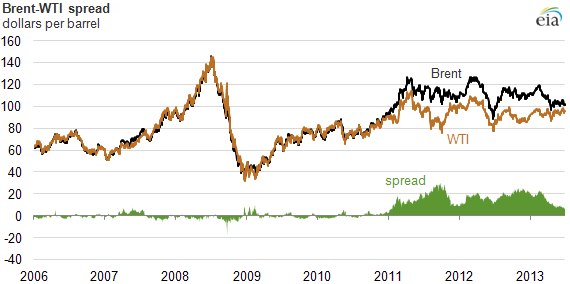
A WTI változása 2006 és 2013 között

A WTI kereskedelme a New York-i árupiacon (NYMEX) 500 és 1.000 hordós egységekben, azonnali (spot) és határidős (future contracts) ügyletekben történik. A fizikai leszállításra a oklahomai Cushing-ban kerül sor.

### Árfolyama
A WTI kőolaj ára egészen a 2008-as gazdasági világválság kipattanásáig fokozatosan emelkedett, amelynek köszönhetően 2008-ra már 140 dollárt kellett fizetni hordónként.
2015 végére a Kőolaj Exportáló Országok túlzott kitermelésének köszönhetően a WTI árfolyama 35 dolláros hordónkénti árra csökkent.
2003 decembere után 2016. január 12-én ismét 30 dolláros hordónkénti ár alá került a WTI kőolaj ára. Az olajár zuhanásának oka továbbra is az alacsony szintű kereslet és a túltermelés miatti túlkínálat.
2020 április 20-án a történelem során még nem látott negatív értéken jegyezték a WTI kőolaj árfolyamát, ezzel gyakorlatilag fizetve azért, hogy elszállíthassák a vevő részére.

## Lásd még
- kőolaj
- Brent Crude
- OPEC referenciakosár